# Strada regionale 445
La strada regionale 445 è una strada regionale che collega Senosecchia con il valico confinario di Fernetti; è presente nel secondo ordine delle strade regionali (Pregled regionalnih cest II. reda.).

## Percorso
La strada ha inizio all'incrocio con la strada regionale 409 nell'abitato di Senosecchia; continua verso sud-ovest raggiungendo lo svincolo Senozeče dell'autostrada A1. Prosegue toccando gli abitati di Sinadole e Storie.
Sorpassa l'autostrada A3 ed incrocia le relative rampe d'accesso dello svincolo Sezana vzhod, continua e raggiunge il quadrivio con le strade regionali 204 per Nova Gorica e la 446 per Divaccia.
Entra a Sesana fungendo da strada principale, ove si dirama la strada 934 per Lipizza e Corgnale, supera la zona industriale e l'autoporto di Sesana. Continua sino all'immissione sull'A3 una cinquantina di metri prima del valico di Fernetti.

## Storia
La strada sino all'italianità della parte occidentale della Jugoslavia (persa nel 1946) faceva parte della strada statale 58 delle Grotte di Postumia, ora ridenominata "Carniola" e declassificata a regionale (nella parte Italiana).